# Cheng Shao-chieh
Cheng Shao-chieh (chinesisch 鄭韶婕 / 郑韶婕, Pinyin Zhèng Shàojié, W.-G. Cheng Shao-chieh; * 4. Januar 1986 in Taipeh, Republik China) ist eine taiwanische Badmintonspielerin.

## Karriere
2004 gewann Cheng Shao-chieh die Austrian International. Im selben Jahr nahm sie im Badminton bei Olympia 2004 für die unter dem Namen “Chinesisches Taipeh” angetretene Mannschaft der Republik China (Taiwan) teil. Im Dameneinzel bezwang sie Ling Wan Ting aus Hongkong und Jun Jae-youn aus Südkorea in den ersten beiden Runden. Im Viertelfinale unterlag Cheng gegen Gong Ruina aus der Volksrepublik China mit 11:3, 11:3.
Bei dem Badmintonturnier bei den Olympischen Spielen 2008 in Peking verlor sie in der ersten Runde gegen die an Position 1 gesetzte und Weltranglistenerste Xie Xingfang aus der Volksrepublik China in 2 Sätzen.

## Erfolge im Dameneinzel
| Datum              | Veranstaltung                          | Platz         |
| ------------------ | -------------------------------------- | ------------- |
| 25. Januar 2004    | Siam Cement WGP Thailand Open 2004     | Viertelfinale |
| 22. Februar 2004   | Uber Cup                               | Vorrunde      |
| 7. März 2004       | Austrian International 2004            | Sieger        |
| 4. April 2004      | Noonnoppi Korea Open 2004              | Achtelfinale  |
| 16. Mai 2004       | Uber Cup                               | Finalrunde    |
| 21. August 2004    | Olympische Sommerspiele 2004           | Viertelfinale |
| 5. Dezember 2004   | Chinese Taipei Open 2004               | Achtelfinale  |
| 19. Dezember 2004  | Djarum Indonesia Open 2004             | Achtelfinale  |
| 5. März 2005       | Yonex German Open 2005                 | Achtelfinale  |
| 20. März 2005      | Swiss Open 2005                        | Achtelfinale  |
| 3. April 2005      | Siam Cement Thailand Open 2005         | Achtelfinale  |
| 21. August 2005    | Weltmeisterschaft 2005                 | Halbfinale    |
| 11. September 2005 | Asienmeisterschaft 2005                | Halbfinale    |
| 6. November 2005   | Yonex Sunrise Hong Kong Open 2005      | Achtelfinale  |
| 20. November 2005  | Chinese Taipei Open 2005               | Halbfinale    |
| 15. Januar 2006    | Yonex German Open 2006                 | Achtelfinale  |
| 22. Januar 2006    | Yonex All England Open 2006            | Viertelfinale |
| 7. Mai 2006        | Uber Cup                               | Finalrunde    |
| 25. Juni 2006      | Chinese Taipei Open 2006               | Achtelfinale  |
| 27. August 2006    | Yonex Korea Open 2006                  | Achtelfinale  |
| 22. Oktober 2006   | China Open 2006                        | Achtelfinale  |
| 15. April 2007     | Yonex-Sunrise Asienmeisterschaft       | Achtelfinale  |
| 6. Mai 2007        | Aviva Open Singapur Super Series 2007  | Viertelfinale |
| 13. Mai 2007       | Djarum Indonesia Super Series          | Viertelfinale |
| 17. Juni 2007      | Sudirman Cup                           | Endrunde      |
| 8. Juli 2007       | SCG Thailand Open Grand Prix Gold 2007 | Achtelfinale  |
| 15. Juli 2007      | China Open Super Series                | Viertelfinale |
| 22. Juli 2007      | Bingo Bonanza Philippines Open 2007    | Achtelfinale  |